# Epidemia de síndrome respiratorio de Oriente Medio
La epidemia del síndrome respiratorio de Oriente Medio fue una epidemia propensa a pandemia según la OMS, ocasionada por el síndrome respiratorio de Oriente Medio (MERS) causado por MERS-CoV. El brote se identificó por primera vez en una aldea rural de Arabia Saudita en abril de 2012.  Más de 1,000 personas de 24 países y territorios diferentes se infectaron, y al menos 400 murieron en todo el mundo.

## Coronavirus
La mayoría de las infecciones con coronavirus humanos son leves y están asociadas con resfriados comunes. Los siete coronavirus que se sabe que infectan a los humanos pertenecen a los géneros alfa y beta. Tanto el MERS-CoV como el SARS-CoV (síndrome respiratorio agudo severo) son betacoronavirus.
La vigilancia global de posibles epidemias y la preparación ha mejorado desde y debido a la epidemia de SARS, y MERS fue monitoreado de cerca desde el principio.
La cuarta reunión del Comité de Emergencia del Reglamento Sanitario Internacional sobre MERS-CoV se celebró el 4 de diciembre de 2013. El comité decidió que las condiciones para una Emergencia de Salud Pública de Preocupación Internacional (PHEIC) no se habían cumplido actualmente.

## Enfermedad
El síndrome respiratorio de Oriente Medio (MERS, por sus siglas en inglés), también conocido como "fiebre del camello", es una zoonosis que provoca una infección respiratoria viral causada por el coronavirus MERS-CoV. Una de las principales causas de contagio es el contacto (directo o indirecto) con camellos y puede ser contraído tanto por mujeres, hombres y niños.
Los síntomas pueden variar de leves a severos. Incluyen fiebre, tos, diarrea y dificultad para respirar. La enfermedad suele ser más grave en las personas con otros problemas de salud. La mortalidad es aproximadamente un tercio de los casos diagnosticados.
El MERS-CoV es un betacoronavirus derivado de murciélagos. Se ha demostrado que los camellos tienen anticuerpos contra MERS-CoV, pero no se ha identificado la fuente exacta de infección en los camellos. Se cree que los camellos están involucrados en su propagación a los humanos, pero no está claro cómo. La propagación entre humanos generalmente requiere un contacto cercano con una persona infectada. Su propagación es poco común fuera de los hospitales. Por lo tanto, su riesgo para la población mundial se considera actualmente bastante bajo.
El 4 de abril de 2017, se informaron menos de 2000 casos. Alrededor del 36 % de los diagnosticados con la enfermedad mueren a causa de ella. El riesgo general de muerte puede ser menor, ya que aquellos con síntomas leves pueden no ser diagnosticados. El primer caso identificado ocurrió en 2012 en Arabia Saudita y la mayoría de los casos ocurrieron en la península arábiga. Se descubrió que una cepa de MERS-CoV conocida como HCoV-EMC/2012 encontrada en la primera persona infectada en Londres en 2012 tenía una coincidencia del 100 % con los murciélagos de las tumbas egipcias. Se produjo un gran brote en Corea del Sur en 2015. Se informó un nuevo brote de MERS en 2018, que afectó a Arabia Saudita y otros países (incluida Corea del Sur) a los que viajaron personas infectadas, pero desde los años 2015-2018, el número de infectados en Arabia Saudita en 2018 fue el más bajo.

## Casos registrados
| País o región          | Casos | Defunciones | Letalidad en % |
| ---------------------- | ----- | ----------- | -------------- |
| Arabia Saudita         | 127   | 53          | 41 %           |
| Catar                  | 9     | 3           | 33 %           |
| Emiratos Árabes Unidos | 6     | 2           | 33 %           |
| Reino Unido            | 3     | 2           | 67 %           |
| Túnez                  | 3     | 1           | 33 %           |
| Francia                | 2     | 1           | 50 %           |
| Jordania               | 2     | 2           | 100 %          |
| Kuwait                 | 2     | 0           | 0 %            |
| Omán                   | 2     | 2           | 100 %          |
| Italia                 | 1     | 0           | 0 %            |
| Total                  | 3.286 | 1.069       | 42 %           |

## Epidemiología
En noviembre de 2012, el virólogo egipcio Dr.Ali Mohamed Zaki envió una muestra de virus del primer caso confirmado al virólogo Ron Fouchier, un destacado investigador de coronavirus en el Centro Médico Erasmus (EMC) en Rotterdam, Países Bajos. El segundo caso probado en laboratorio fue en Londres, confirmado por la Agencia de Protección de la Salud del Reino Unido (HPA). La HPA nombró al virus London1_novel CoV 2012.
El 8 de noviembre de 2012, en un artículo publicado en el New England Journal of Medicine, el Dr. Zaki y los coautores del Erasmus Medical Center publicaron más detalles, incluido un nombre científico, Human Coronavirus-Erasmus Medical Center (HCoV-EMC), que luego se utilizó en la literatura científica. En el artículo, observaron cuatro coronavirus humanos respiratorios (HCoV) que se sabe que son endémicos: 229E, OC43, NL63 y HKU1.
En mayo de 2013, el Grupo de Estudio de Coronavirus del Comité Internacional de Taxonomía de Virus adoptó la designación oficial, el Coronavirus del Síndrome Respiratorio del Medio Oriente (MERS-CoV), que fue adoptado por la Organización Mundial de la Salud para «proporcionar uniformidad y facilitar la comunicación sobre la enfermedad».
Para mayo de 2013, 10 de las 22 personas que murieron y 22 de 44 casos reportados estaban en Arabia Saudita y más del 80% eran hombres. Se cree que esta disparidad de género se debe a que la mayoría de las mujeres en Arabia Saudita usan velos que cubren la boca y la nariz, disminuyendo sus posibilidades de estar expuestas al virus. Para el 19 de junio de 2013, MERS había infectado al menos a 60 personas con casos notificados en Jordania, Catar, Arabia Saudita, los Emiratos Árabes Unidos (EAU), Túnez, Alemania, el Reino Unido, Francia e Italia, con un número de muertos de 38. Los funcionarios sauditas expresaron gran preocupación de que millones de musulmanes de todo el mundo pudieran estar expuestos al virus durante el Hach de otoño, que es la peregrinación a La Meca.
En mayo de 2014, la OMS dijo que estaba monitoreando la situación ya que los casos globales de MERS parecían estar en aumento, pero dijo que la situación aún no constituía una emergencia de salud. El 3 de junio de 2014, Arabia Saudita revisó los casos totales de MERS en el país hasta la fecha a 688 casos después de volver a examinar los datos como parte de un esfuerzo por comprender mejor la enfermedad. Un total de 282 personas habían muerto de MERS. Los números representaron un salto de 113 casos y 92 muertes. A pesar del salto en los casos reportados, el número de casos nuevos disminuyó según Tariq Madany, jefe del consejo asesor médico. Al mismo tiempo, el viceministro de salud de Arabia Saudita fue despedido, el segundo funcionario de salud de alto nivel fue despedido en dos meses.
El 4 de junio de 2014, un estudio publicado en The New England Journal of Medicine indicó que era posible la transmisión del virus en camellos a humanos. En noviembre de 2013, un hombre se enfermó de MERS después de atender a un camello enfermo. Las muestras de ADN tomadas del hombre, que finalmente murió del virus, y el animal enfermo eran prácticamente idénticos, lo que proporciona pruebas muy sólidas de que el hombre había contraído el virus del camello.